# 普洛蒂納
48°47′36″N 39°29′15″E / 48.79333°N 39.48750°E
普洛蒂納（烏克蘭語：Плотина）是位於烏克蘭東部的村莊，由盧甘斯克州夏斯季耶区的斯塔尼察-盧漢斯卡市鎮負責管轄。該村始建於1953年，面積3.71平方公里，海拔高度102米，2001年人口764人，人口密度每平方公里205.9人。